# Albert Meltzer
Albert Meltzer (ur. 7 stycznia 1920 w Londynie, zm. 7 maja 1996) – angielski pisarz oraz działacz anarchokomunistyczny.

## Życiorys
Kiedy miał 15 lat do anarchizmu przyciągnęły go lekcje boksu. Znacząca członkini Parlamentu z centr-lewicowej brytyjskiej Partii Pracy, Edith Summerskill, była przeciwniczką boksu, a władze The Latymer School, do której uczęszczał Albert, uznały tę niechęć za „wspólną”. Na jego pierwszym spotkaniu anarchistów w 1935 nie zgodził się z komentarzami Emmy Goldman na temat tej sztuki walki. Kiedy rewolucja w Hiszpanii zmieniła się w wojnę domową, zaczął działać w organizacjach apelujących o solidarność. Zaangażował się w przemyt broni z Hamburga dla hiszpańskich stowarzyszeń anarchistycznych i działał jako kontakt dla hiszpańskich anarchistycznych służb wywiadowczych w Wielkiej Brytanii.
W tym czasie brał udział jako statysta w filmie Leslie Howarda Pimpernel Smith, kiedy reżyser chciał więcej autentycznych aktorów grających anarchistów.
Wierzył, że jedyną prawdziwą odmianą anarchizmu była komunistyczna. Przeciwstawiał się anarchizmowi indywidualistycznemu promowanemu przez Benjamina Tuckera.
Związany był z wieloma tytułami prasowymi, jak Freedom czy Black Flag, a również brał udział w założeniu Anarchistycznego Czarnego Krzyża.